# Esaidrite
L'esaidrite è un minerale, un solfato esaidrato di magnesio appartenente al gruppo omonimo.
Il nome deriva dal greco ἔξ = sei e ὐδόρ = acqua, per il numero di molecole d'acqua che contiene.
Descritta per la prima volta da Robert A. A. Johnston, geologo canadese, nel 1911.

## Abito cristallino
I cristalli presentano abito tabulare.

## Origine e giacitura
La sua origine è presso le zone di ossidazione dei giacimenti di pirite e come deposizioni nelle sorgenti termali. La paragenesi è con epsomite soprattutto.

## Forma in cui si presenta in natura
Si presenta in cristalli e aggregati fibrosi; anche in crosticine o efflorescenze nei giacimenti di pirite.

## Caratteri fisico-chimici
All'aria assorbe acqua e si trasforma in epsomite; è solubile in acqua ed ha un sapore salato oppure salato ed amaro allo stesso tempo. Da conservare in contenitori stagni oppure in plastica sottovuoto.

## Località di ritrovamento
Nella penisola della Crimea; a Bolesław, in Polonia; nei pressi del fiume Bonaparte River, in Canada e in altre località ove è presente anche l'epsomite.
In Italia in crostine bianche si trova ad Antronapiana, in provincia di Novara; in efflorescenze si trova nelle argille della strada che porta da Varenna ad Esino ed in incrostazioni bianchicce sulla scarpata della strada che porta da Mosnico a Sanico, nel comune di Vendrogno, in provincia di Como. Infine in concrezioni compatte di colore bianco si trova nella miniera Calamita, dell'isola d'Elba.